# Esquirol llistat alpí
L'esquirol llistat alpí (Neotamias alpinus) és una espècie d'esquirol llistat nativa dels llocs alts de la Serra Nevada de Califòrnia, als Estats Units. Han estat observades en altituds des dels 2.300 metres (7.500 peus) fins als 3.900 metres (12.800 peus).

## Descripció
Tenen un front cafè amb tres ratlles blanques en les seves galtes i quatre en l'esquena. Pesen al voltant de 80 grams.

## Dieta
L'esquirol llistat alpí s'alimenta principalment de llavors i pastures. Solen alimentar-se en el sòl. No solen requerir una altra font d'aigua més que el seu menjar, encara que si s'arribés a presentar l'oportunitat també beurien aigua.

## Activitat
Són considerades com a animals diürns, encara que arriben a tenir activitat nocturna durant l'estiu. El seu període d'hibernació comença al novembre i acaba a l'abril.